# Damien Grégorini
Damien Grégorini (ur. 2 marca 1979 w Nicei) – francuski piłkarz występujący na pozycji bramkarza.

## Kariera klubowa
Grégorini profesjonalną karierę rozpoczynał w drugoligowym OGC Nice. W Ligue 2 zadebiutował 22 sierpnia 1998 w przegranym 0-2 meczu z ES Wasquehal. W debiutanckim sezonie 1998/1999 zagrał tam w lidze 15 razy. Od początku następnego sezonu stał się podstawowym graczem drużyny z Nicei. W sumie spędził tam dwa sezony. W tym czasie rozegrał 43 spotkania w barwach OGC Nice.
W 2000 roku podpisał kontrakt z pierwszoligowym Olympique Marsylia. W Ligue 1 pierwszy występ zanotował 7 lutego 2001 w zremisowanym 1-1 pojedynku z Olympique Lyon. W pierwszym sezonie w barwach Olympique zagrał 9 razy, a w lidze zajął z nim piętnaste miejsce. W następnym sezonie rozegrał jedno spotkanie, a w rozgrywkach ligowych uplasował się z Olympique na dziewiątej pozycji. Latem 2002 został wypożyczony do innego pierwszoligowca - OGC Nice. Przez cały sezon wystąpił tam we wszystkich 38 ligowych meczach, a po zakończeniu rozgrywek ligowych trafił do Nice na zasadzie transferu definitywnego. W sezonie 2006/2007 stracił miejsce w składzie na rzecz Hugo Llorisa i stał się rezerwowym. W nicejskim klubie spędził w sumie cztery i pół roku. Łącznie rozegrał tam 147 spotkań.
W styczniu 2007 przeszedł do innego pierwszoligowca - AS Nancy. Zadebiutował tam 3 lutego 2007 w wygranym 2-1 spotkaniu z Toulouse FC. Od czasu debiutu w Nancy Grégorini był tam bramkarzem rezerwowym. W Nancy grał do końca kariery, czyli do 2014 roku.
| Sezon   | Klub               | Kraj    | Rozgrywki  | Mecze | Bramki | Rozgrywki Europy | Mecze | Bramki |
| ------- | ------------------ | ------- | ---------- | ----- | ------ | ---------------- | ----- | ------ |
| 1998/99 | OGC Nice           | Francja | Division 2 | 15    | 0      | -                | -     | -      |
| 1999/00 | OGC Nice           | Francja | Division 2 | 28    | 0      | -                | -     | -      |
| 2000/01 | Olympique Marsylia | Francja | Division 1 | 9     | 0      | -                | -     | -      |
| 2001/02 | Olympique Marsylia | Francja | Division 1 | 1     | 0      | -                | -     | -      |
| 2002/03 | OGC Nice (wyp.)    | Francja | Ligue 1    | 38    | 0      | -                | -     | -      |
| 2003/04 | OGC Nice           | Francja | Ligue 1    | 38    | 0      | Liga Europy UEFA | 4     | 0      |
| 2004/05 | OGC Nice           | Francja | Ligue 1    | 38    | 0      | Liga Europy UEFA | 2     | 0      |
| 2005/06 | OGC Nice           | Francja | Ligue 1    | 33    | 0      | -                | -     | -      |
| 2006/07 | OGC Nice           | Francja | Ligue 1    | 0     | 0      | Liga Europy UEFA | 2     | 0      |
| 2006/07 | AS Nancy           | Francja | Ligue 1    | 16    | 0      | -                | -     | -      |
| 2007/08 | AS Nancy           | Francja | Ligue 1    | 0     | 0      | -                | -     | -      |
| 2008/09 | AS Nancy           | Francja | Ligue 1    | 11    | 0      | Liga Europy UEFA | 0     | 0      |
| 2009/10 | AS Nancy           | Francja | Ligue 2    | 6     | 0      | -                | -     | -      |
| 2010/11 | AS Nancy           | Francja | Ligue 1    | 31    | 3      | -                | -     | -      |
| 2011/12 | AS Nancy           | Francja | Ligue 1    | 7     | 0      | -                | -     | -      |
| 2012/13 | AS Nancy           | Francja | Ligue 1    | 23    | 0      | -                | -     | -      |
| 2013/14 | AS Nancy           | Francja | Ligue 2    | 7     | 0      | -                | -     | -      |